# Melfi

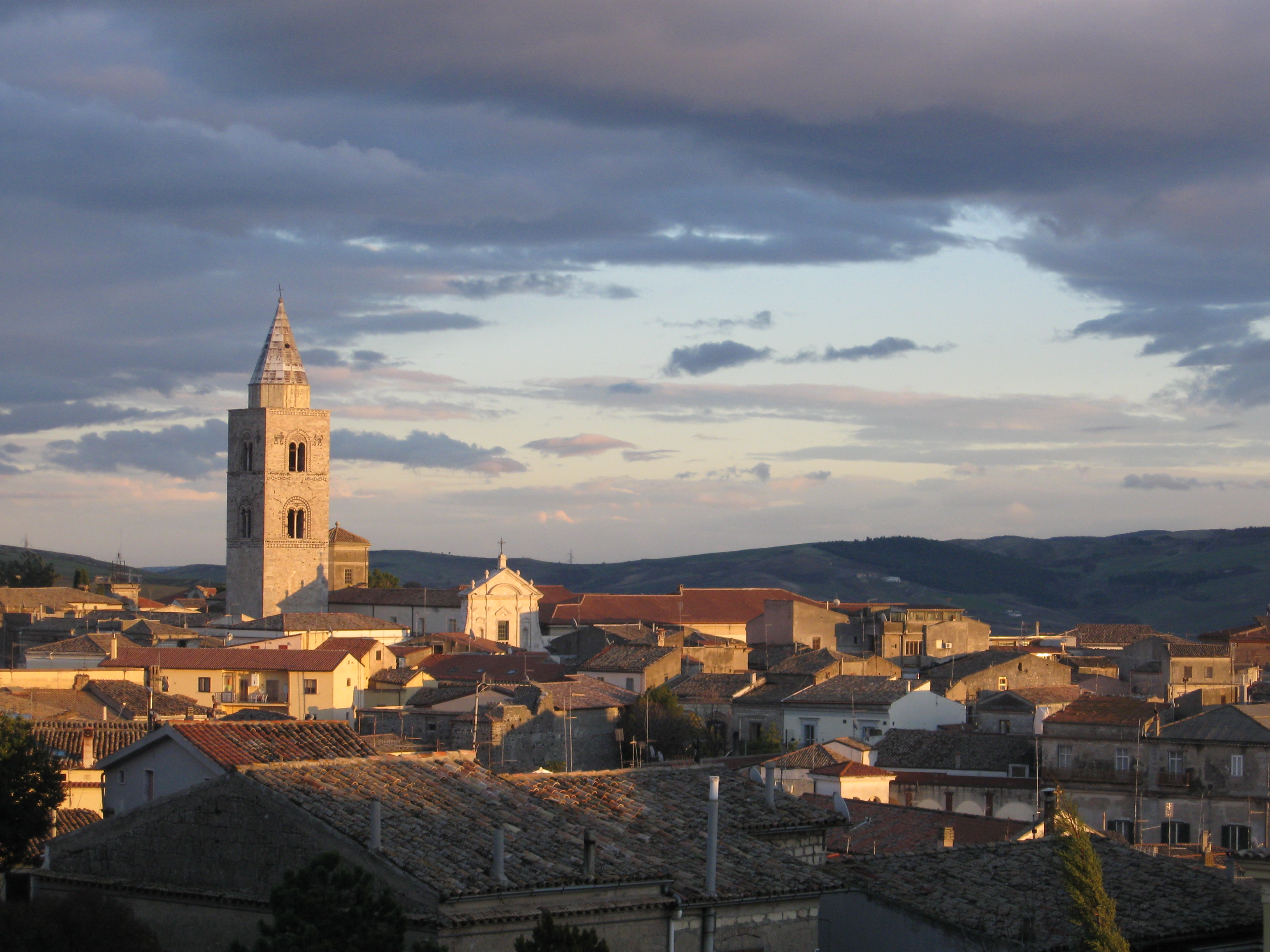
Melfi

Melfi je italské městečko v provincii Potenza v oblasti Basilicata. Bylo osídleno už za římských dob. Má 17 561 obyvatel.
Hlavní památkou města je pozoruhodný normanský hrad, je jeden z nejvýznamnějších hradů z jižní Itálie.

## Osobnosti města
- Francesco Saverio Nitti (1868 – 1953), ekonom a politik
- Pasquale Festa Campanile (1927 - 1986), režisér a scenárista